# Поццекко, Джанмарко
Джанмарко Поццекко (итал. Gianmarco Pozzecco; род. 15 сентября 1972 года) ― итальянский профессиональный баскетболист и тренер, игравший на позиции разыгрывающего защитника.

## Профессиональная карьера
Галанда родился в городе Гориция, но заниматься баскетболом начал в Триесте. Начал играть в юношеской команде «Удине»; в составе клуба «Ливорно» дебютировал в Итальянской лиге. Перешёл в клуб «Варезе», с которым выиграл Чемпионат Италии в 1999 году. Затем выступал за команду «Фортитудо» (Болонья), из которой ушёл в 2005 году из-за конфликта с тренером Ясмином Репеша.
После «Фортитудо» играл за границей за клубы «Сарагоса» и «Химки». Затем вернулся в Италию и завершил карьеру в команде «Орландина», где затем стал главным тренером. Был главным тренером и ассистентом главного тренера в различных итальянских командах. В 2022 году возглавил сборную Италии.

## Итальянская сборная
Поццекко дебютировал в составе мужской итальянской сборной по баскетболу в 1997 году. Завоевал серебряную медаль на летних Олимпийских играх 2004 года в Афинах.

## Семья
Жена — бывшая волейболистка сборной Италии, чемпионка мира 2002, обладательница Кубка мира 2007, чемпионка Европы 2009 — Франческа Пиччинини.

## Достижения

### Как игрок
- Серебряный призёр Олимпийских игр: 2004
- Чемпион Италии (2): 1998/1999, 2004/2005
- Обладатель Суперкубка Италии (2): 1999, 2005

### Как ассистент главного тренера
- Чемпион Италии: 2021/2022
- Чемпион Хорватии (2): 2015/2016, 2016/2017
- Обладатель Суперкубка Адриатической лиги: 2017
- Обладатель Кубка Италии: 2022
- Обладатель Кубка Крешимира Чосича (2): 2015/2016, 2016/2017

### Как главный тренер
- Обладатель Кубка Европы ФИБА: 2018/2019
- Обладатель Суперкубка Италии: 2019